# Реймс Метрополь
Хокейний клуб «Реймс Метрополь» (фр. Reims métropole hockey) — хокейний клуб з міста Реймса, Франція, заснований 2015 року.

## Історія

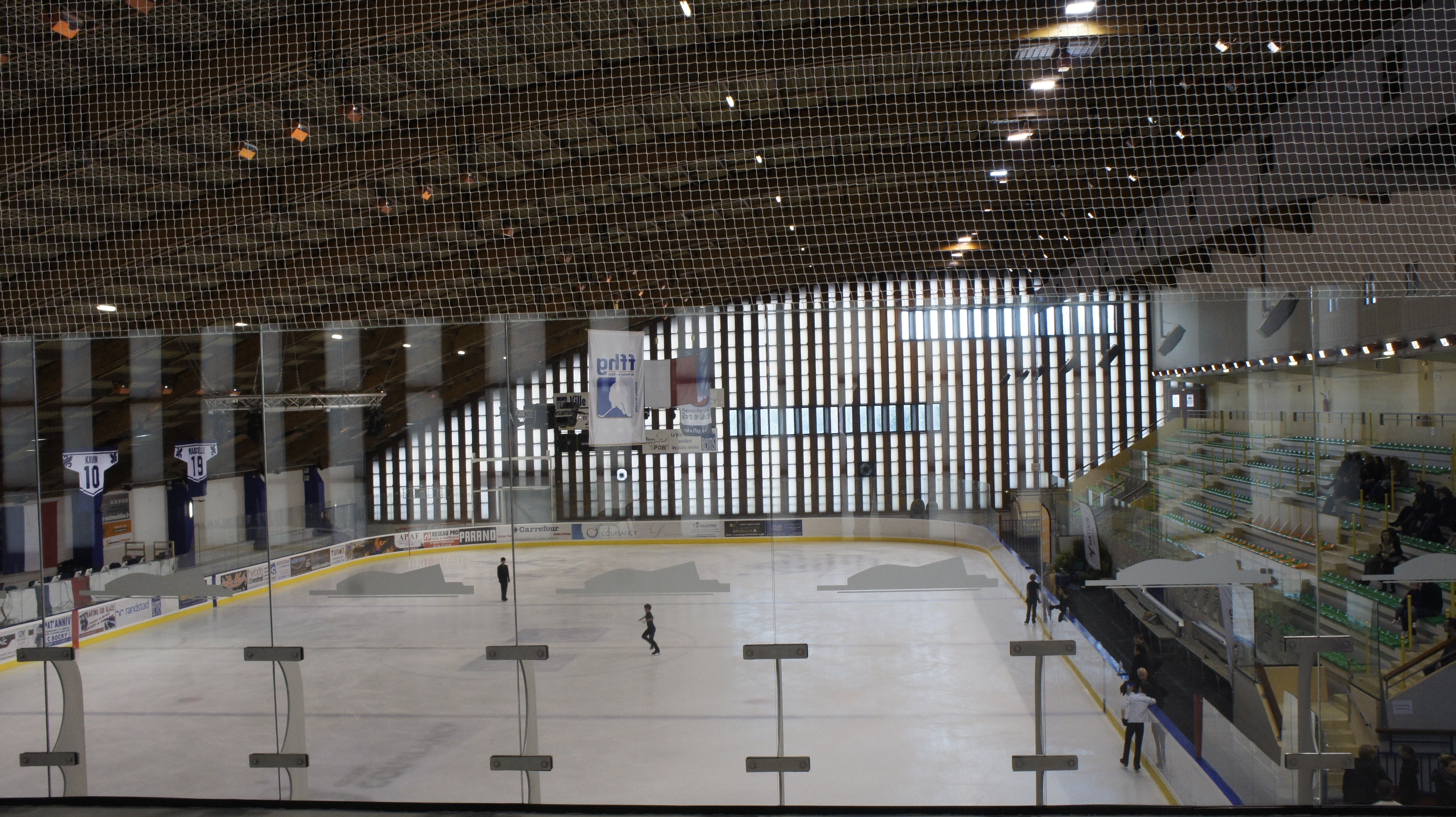
«Патінуар Боквен» у Реймсі

Клуб був заснований 2015 року на базі розформованого того ж року клубу «Реймс-Шампань». Після невдалої спроби заявитись до Дивізіону 3 (IV) на сезон 2015/16, команді це вдалося зробити наступного року. 2020 року клуб вийшов до третього за рівнем дивізіону країни (Дивізіон 2).